# Монье, Джуд
Джуд Монье (англ. Jude Monye, 16 ноября 1973) — нигерийский легкоатлет, олимпийский чемпион.
Джуд Монье родился в 1973 году. В 1995 году завоевал бронзовую медаль чемпионата мира. В 1996 году принял участие в Олимпийских играх в Атланте, но не завоевал медалей. В 2000 году на Олимпийских играх в Сиднее он стал обладателем серебряной медали в эстафете 4×400 м; впоследствии сборная США была лишена медалей за эту эстафету, и нигерийцы стали считаться чемпионами.